# Lucy/La regina dei mille anni
Lucy/La regina dei mille anni  è il quinto singolo della cantante italiana Cristina D'Avena, pubblicato nel 1983.

## I brani
Il brano Lucy era la sigla dell'anime giapponese Lucy May, scritto da Luciano Beretta e arrangiato da Augusto Martelli con il coro di quest'ultimo. 
La regina dei mille anni era la sigla dell'anime omonimo, scritta da Alessandra Valeri Manera su musica di Augusto Martelli incisa con il coro già citato.

## Tracce
- LP: FM 13019

Lato A
Testi di Luciano Beretta, musiche di Augusto Martelli.
1. Cristina D'Avena – Lucy (feat. Coro di Augusto Martelli) – 3:02

Lato B
Testi di Alessandra Valeri Manera, musiche di Augusto Martelli.
1. Cristina D'Avena – La regina dei mille anni (feat. Coro di Augusto Martelli) – 3:02

## Produzione
- Alessandra Valeri Manera – Produzione artistica e discografica
- Direzione Creativa e Coordinamento Immagine Mediaset – Grafica

## Produzione musicale e formazione

### Lucy
- Augusto Martelli – Produzione, arrangiamento, direzione orchestra
- Orchestra di Augusto Martelli – Esecuzione
- Coro di Augusto Martelli – Cori

### La regina dei mille anni
- Augusto Martelli – Produzione, arrangiamento, direzione orchestra
- Orchestra di Augusto Martelli – Esecuzione
- Coro di Augusto Martelli – Cori

## Errori
Nelle note di copertina delle rispettive sigle sono errati gli interpreti:
- Lucy cita solo Cristina D'Avena
- La regina dei mille anni cita solamente l'Orchestra e il Coro di Augusto Martelli

- La nota televisiva di Lucy riporta erroneamente il titolo del brano anziché quello della serie, ovvero Lucy May.

## Pubblicazioni all'interno di album, raccolte e singoli
Lucy e La regina dei mille anni sono state inserite all'interno di alcuni album della cantante.
| Anno | Album                              | Titolo                   | Versione                                                                              |
| ---- | ---------------------------------- | ------------------------ | ------------------------------------------------------------------------------------- |
| 1983 | Fivelandia                         | La regina dei mille anni | Versione originale                                                                    |
| 1983 | Fivelandia                         | Lucy                     | Versione originale                                                                    |
| 1987 | Fivelandia Collection              | Lucy                     | Versione originale                                                                    |
| 2006 | Fivelandia 1 & 2                   | La regina dei mille anni | Versione originale                                                                    |
| 2006 | Fivelandia 1 & 2                   | Lucy                     | Versione originale                                                                    |
| 2006 | Fivelandia 1                       | La regina dei mille anni | Versione originale                                                                    |
| 2006 | Fivelandia 1                       | Lucy                     | Versione originale                                                                    |
| 2006 | Cartoonlandia Boys & Girls Story   | La regina dei mille anni | Versione originale                                                                    |
| 2007 | Principi e principesse             | La regina dei mille anni | Versione originale                                                                    |
| 2011 | Cartoonlandia Story '80-'90        | La regina dei mille anni | Versione originale                                                                    |
| 2012 | Bim Bum Bam Compilation            | La regina dei mille anni | Versione originale                                                                    |
| 2012 | 30 e poi... - Parte prima          | Lucy                     | Versione originale                                                                    |
| 2018 | Fivelandia Reloaded - Volume 1     | La regina dei mille anni | Versione originale                                                                    |
| 2018 | Fivelandia Reloaded - Volume 1     | Lucy                     | Versione originale                                                                    |
| 2019 | Cristina D'Avena Fanclub: 19.01.19 | La regina dei mille anni | Dal vivo a Bologna il 19 gennaio 2019, in occasione del raduno del fan club ufficiale |